# Manes Kartagener
Manes Kartagener (* 7. Januar 1897 in Przemyśl, damals  Galizien, Österreich-Ungarn; † 5. August 1975 in Zürich, Schweiz) war ein österreichisch-schweizerischer Internist.

## Werdegang
Manes Kartagener kam 1897 als einziger Sohn des Fabrikbesitzers und Rabbiners Lazar Kartagener und dessen Frau Susanne, geborene Guth, in Przemyśl zur Welt. Er ging zunächst auf das Gymnasium in Przemyśl, wechselte später aber auf das naturwissenschaftlich ausgerichtete Gymnasium in Lemberg, wo er 1915 das Abitur machte. 1916 wanderte Kartagener in die Schweiz aus. 1921 bestand er das Eidgenössische Maturitätsexamen und beginnt anschließend das Studium der Medizin an der Universität Zürich. Im Sommer 1924 schloss er das Studium mit dem Eidgenössischen Staatsexamen ab. 1928 wurde er mit einer Dissertation über die Schilddrüse (Ueber einen Fall von Kankroid der Schilddrüse mit peritheliomartigen Bildern) promoviert. Im gleichen Jahr erhielt er das Bürgerrecht der Stadt Zürich. 
Danach arbeitete Kartagener als Assistent in Zürich am Pathologisch-Anatomischen Institut. Anschließend an der Dermatologischen Klinik Zürich, an der Kinderklinik Zürich und am Physiologisch-Chemischen Institut der Universität Basel. Die Ausbildung zum Internisten erhielt er an der Medizinischen Poliklinik Zürich, wo er Mitarbeiter von Wilhelm Löffler (1887–1972) war. Dort arbeitete er für zwei Jahre als Assistenzarzt und danach als Oberarzt für acht Jahre. 1938 eröffnete Kartagener dann eine eigene Praxis für Innere Medizin.
Die Venia legendi erhielt Kartagener am 22. August 1935. Seine Habilitationsschrift trägt den Titel Über die Kongenitalität und Heredität der Bronchiektasen. Am 14. September 1950 wird ihm die Titularprofessur verliehen. Seine universitäre Karriere endet am 8. Februar 1962.
Kartagener war verheiratet mit Roza, geborene Intrator.

## Wirken
Kartagener beschäftigte sich vor allem mit der Bronchiektasie, einer sack- oder zylinderförmigen Ausweitungen der Bronchien. Bei seinen Arbeiten über die Bronchiektasie beschrieb Kartagener sieben Fälle von Situs inversus, eine anatomische Anomalie, bei der sich die Organe spiegelverkehrt im Körper befinden. Bei Personen mit primärer ziliärer Dyskinesie tritt (als ein Merkmal des nach Manes Kartagener benannten Kartagener-Syndroms) der Situs inversus bei etwa der Hälfte der Patienten auf. Das Kartagener-Syndrom (eine Trias aus Sinusitis/Polyposis, Bronchiektasie und Situs inversus) beschrieb Kartagener erstmals 1933.

## Veröffentlichungen (Auswahl)
- M. Kartagener: Das chronische Lungenilfiltrat mit Bluteosinophilie. In: Schweiz Med Wochenschr, 72, 1942, S. 862–864.
- M. Kartagener und F. Ramel: Über eine tödliche Trypaflavinvergiftung unter dem Bilde der nekrotisierenden Nephrose. In: Klinische Wochenschrift 11, 1932, S. 1273–1275. doi:10.1007/BF01758942.
- W. Löffler und M. Kartagener: Die Wasserstoffionenkonzentration der Faeces und Ihre Bedeutung für den Säure-basenhaushalt.  In: Klinische Wochenschrift 10, 1931, S. 1524–1525. doi:10.1007/BF01735216.
- M. Kartagener: Kasuistischer Beitrag zur Frage der extrarenalen Azotämie. In: Klinische Wochenschrift 12, 1933, S. 1028–1029. doi:10.1007/BF01753622.
- M. Kartagener und P. Stucki: Bronchiectasis with situs inversus. In: Arch Pediatr. 79, 1962, S. 193–207. PMID 14454074.
- M. Kartagener: Hiatal hernia hemorrhage--a complication of anesthesia. In: Schweiz Med Wochenschr 101, 1971, S. 427–428. PMID 5314790.
- M. Kartagener und K. Mully: Familial incidence of bronchiectasis. In: Schweiz Z Tuberk 13, 1956, S. 221–255. PMID 13390945.
- M. Kartagener und J. Wyler: Familial incidence of double malignancies. In: Schweiz Med Wochenschr 96, 1966, S. 218–219. PMID 4293169.